# Cáo bạc thuần hóa

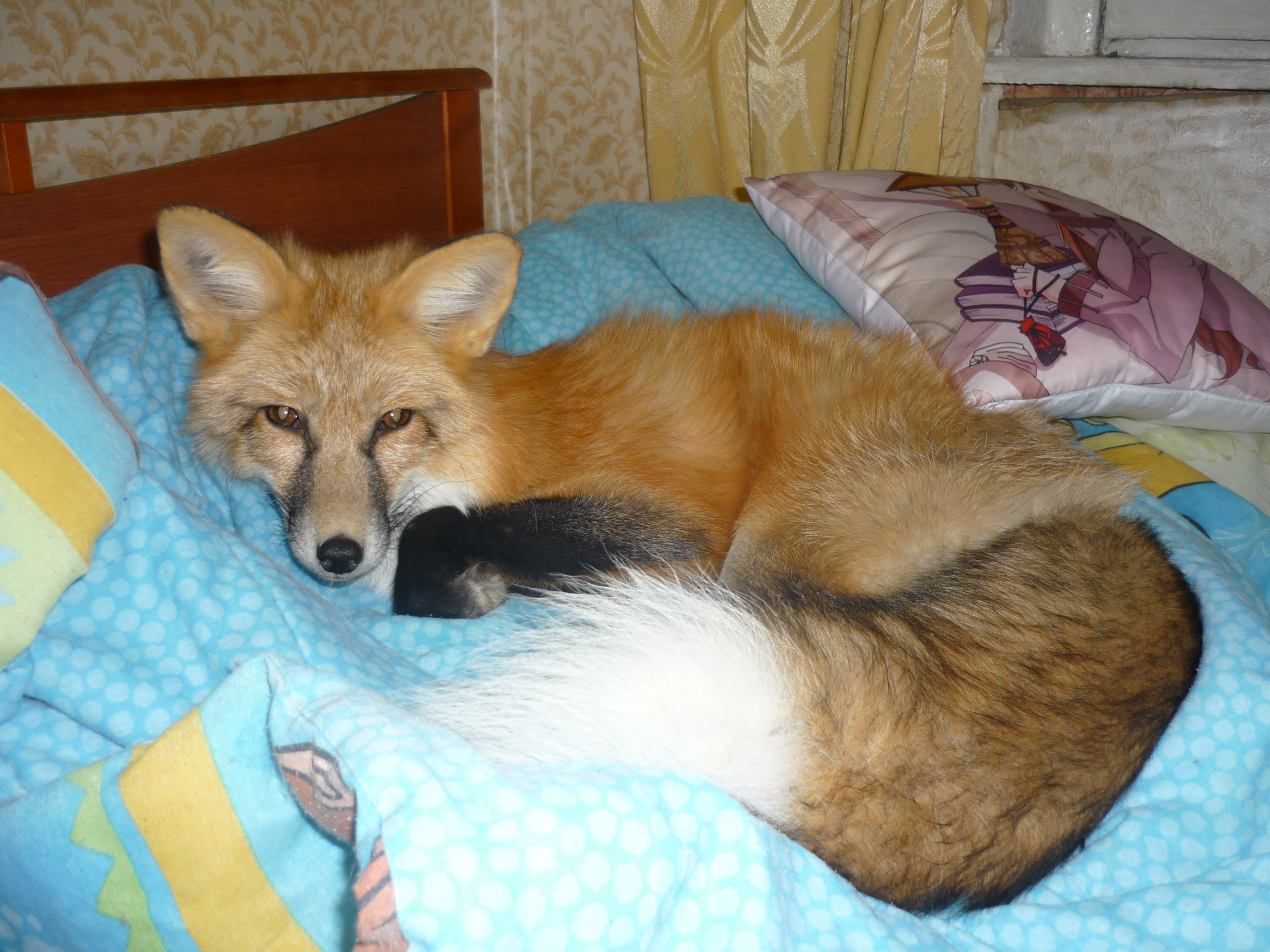
Cáo bạc thuần hóa

Cáo bạc thuần hóa là một dạng cáo bạc đã được thuần hóa ở một mức độ nào đó trong điều kiện phòng thí nghiệm. Con cáo bạc là một dạng nhiễm hắc tố tự nhiên của cáo đỏ hoang. Cáo bạc thuần hóa là kết quả của một thí nghiệm được thiết kế để chứng minh sức mạnh của việc lai tạo chọn lọc để biến đổi loài, như Charles Darwin đã mô tả trong Về nguồn gốc của các loài. Thí nghiệm khám phá xem liệu quá trình chọn lọc hành vi thay vì hình thái có thể là quá trình tạo ra chó từ sói xám hay không, bằng cách ghi lại những thay đổi ở cáo trong từng thế hệ, chỉ những con cáo thuần hóa nhất mới được phép sinh sản. Nhiều con cáo hậu duệ trở nên ngoan ngoãn hơn và có đặc điểm điển hình giống với chó hơn về hình thái, bao gồm cả bộ lông có vết lốm đốm hoặc màu đốm.

## Thí nghiệm
Việc nhân giống thử nghiệm này là kết quả của 50 năm nghiên cứu, ở Liên Xô và sau đó là ở Nga, do nhà khoa học Liên Xô Dmitry Konstantinovich Beliaïev (1917-1985) tiến hành vào năm 1959. Nó hiện đang được tiếp tục tại Akademgorodok của thành phố Novosibirsk (nghĩa đen là "thành phố học thuật"), một thành phố thủ phủ của tỉnh Novosibirsk cùng tên ở Siberia, tại Viện Tế bào học và Di truyền, dưới sự giám sát của Liudmila Nikolaevna Trout.

## Kết quả

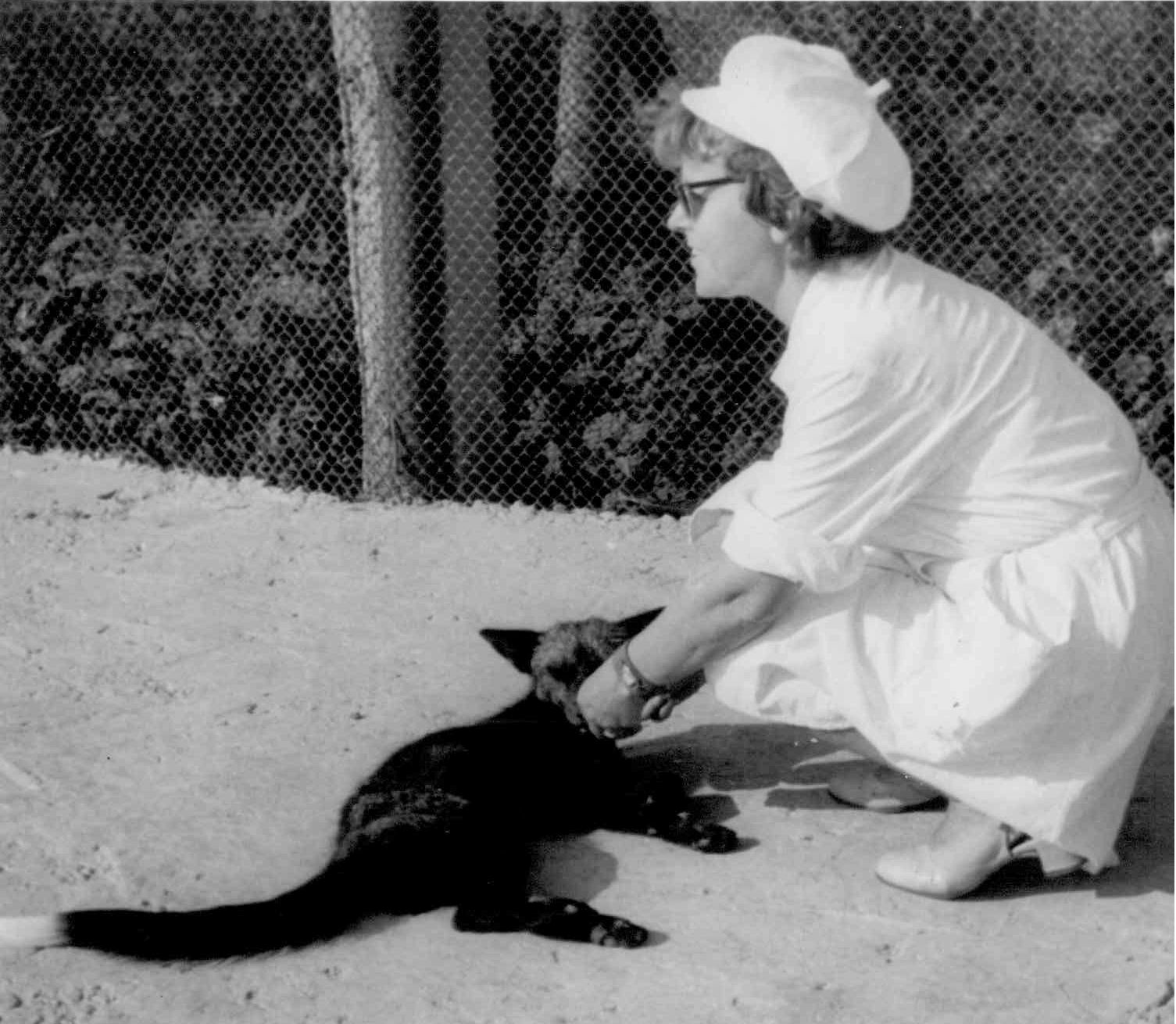
Lyudmila Trut với một con cáo bạc thuần hóa, 1974

Các nhà khoa học Nga đã thu được một quần thể cáo thuần hóa cho thấy những khác biệt cơ bản về tính khí và hành vi so với tổ tiên hoang dã của chúng. Một số thay đổi quan trọng về sinh lý và hình thái có thể dễ dàng nhận thấy, chẳng hạn như đốm và các mảng màu trên lông. Một vài nhà khoa học cho rằng những thay đổi này được tạo ra bởi quá trình chọn lọc hiền lành là do mức sản xuất serotonin nhiều hơn và adrenaline thấp hơn trong quần thể mới, điều này đã gây ra những thay đổi trong một số thế hệ, dẫn đến các tổ hợp di truyền không hiện diện như thế hệ ban đầu. Điều này chỉ ra rằng việc lựa chọn tính hiền lành (nghĩa là không hiếu động và chạy trốn) tạo ra những thay đổi có liên quan đến sự xuất hiện của các đặc điểm khác có tính chất "giống chó", chẳng hạn như đuôi cong lên, mõm ngắn lại, đôi tai cụp xuống, động dục tăng lên sáu tháng một lần thay vì mỗi năm một lần.
Dự án cũng không bỏ qua việc lai tạo những con cáo kém thuần hóa hơn, để nghiên cứu hành vi xã hội ở các loài chó mèo. Những con cáo này tránh xa sự tiếp xúc của con người hay cắn người giống như hành vi của những con hoang dã.
Các cuộc thử nghiệm tương tự cũng được thực hiện với chồn nâu châu Mỹ tại Đan Mạch.
Cáo thuần hóa Nga có nhiều màu lông khác nhau, bao gồm đỏ, bạc (đen), bạch kim và các biến thể lai của chúng. Một đặc điểm đặc biệt là bộ lông màu trắng (được gọi là "màu trắng Gruzia"), là màu độc quyền của dự án nhân giống thử nghiệm của Nga.